# Wojtele
Wojtele (deutsch Woytellen, 1938 bis 1945 Woiten) ist ein kleiner Ort in der polnischen Woiwodschaft Ermland-Masuren, der zur Gmina Prostki (Landgemeinde Prostken) im Powiat Ełcki (Kreis Lyck) gehört.

## Geographische Lage
Wojtele liegt im äußersten Südwesten der Gmina Prostki im südlichen Osten der Woiwodschaft Ermland-Masuren, 32 Kilometer östlich der einstigen Kreisstadt Johannisburg (polnisch Pisz) und 21 Kilometer südwestlich der jetzigen Kreismetropole Ełk (deutsch Lyck).

## Geschichte
Der vor 1579 Woytella, vor 1912 Woitellen und bis 1938 Woytellen genannte Ort bestand aus mehreren kleinen Höfen und Gehöften. 
Im Jahr 1874 wurde der Ort in den Amtsbezirk Großrosen eingegliedert.
119 Einwohner waren im Jahr 1910 in Woytellen registriert, 1933 waren es noch 100. 
Aufgrund der Bestimmungen des Versailler Vertrags stimmte die Bevölkerung im Abstimmungsgebiet Allenstein, zu dem Woytellen gehörte, am 11. Juli 1920 über die weitere staatliche Zugehörigkeit zu Ostpreußen (und damit zu Deutschland) oder den Anschluss an Polen ab. In Woytellen stimmten 80 Einwohner für den Verbleib bei Ostpreußen, auf Polen entfiel keine Stimme.
Am 3. Juni 1938 erfolgte aus politisch-ideologischen Gründen der Abwehr fremdländisch klingender Ortsnamen die Umbenennung Woytellens in „Woiten“. Die Einwohnerzahl belief sich 1939 gleichbleibend auf 100.
1945 wurde der Ort in Kriegsfolge mit dem gesamten südlichen Ostpreußen nach Polen überstellt und erhielt die polnische Namensform „Wojtele“. Heute ist der Ort in das Schulzenamt (polnisch Sołectwo) Guty Rożyńskie (Gutten, Ksp. Rosinsko, Gutten R, 1938 bis 1945 Reitzenstein (Ostpr.)) eingegliedert und eine Ortschaft innerhalb der Landgemeinde Prostki (Prostken) im Powiat Ełcki (Kreis Lyck), bis 1998 der Woiwodschaft Suwałki, seither der Woiwodschaft Ermland-Masuren zugeordnet.

## Religionen
Bis 1945 war Woytellen in die evangelische Kirche Groß Rosinsko in der Kirchenprovinz Ostpreußen der Kirche der Altpreußischen Union sowie in die römisch-katholische Kirche in Johannisburg (polnisch Pisz) im Bistum Ermland eingepfarrt.
Heute gehört Wojtele katholischerseits zur Pfarrei Rożyńsk Wielki mit den Filialkirchen in Dybówko (Gut Dybowen bzw. Diebau) und Kurzątki (Kurziontken, 1938 bis 1945 Seeland) im Bistum Ełk der Römisch-katholischen Kirche in Polen. Die evangelischen Einwohner orientieren sich zu den Kirchengemeinden in Biała Piska (Bialla, 1938 bis 1945 Gehlenburg) bzw. Ełk (Lyck), beides Filialgemeinden der Pfarrei in Pisz (Johannisburg) in der Diözese Masuren der Evangelisch-Augsburgischen Kirche in Polen.

## Verkehr
Wojtele liegt an der Nebenstraße 1680N, die die Landesstraßen 65 und 58 sowie die beiden Gemeindegebiete Prostki und Biała Piska miteinander verbindet. Außerdem endet die aus nördlicher Richtung kommende Nebenstraße 1921N in Wojtele. Außerdem führt ein Landweg aus dem bereits in der Woiwodschaft Podlachien gelegenen Nachbarort Tarachy in den Ort. Eine Bahnanbindung existiert nicht.